# Capitol Hill
Capitol Hill, również Capital Hill – faktyczna stolica Marianów Północnych (terytorium to nie posiada stolicy oficjalnej). W Capitol Hill znajdują się siedziby gubernatora i wicegubernatora (stoją oni na czele rządu), siedziby obu izb parlamentu oraz siedziby znacznej części urzędów (urzędy państwowe są jednak rozproszone po całej wyspie Saipan – poza Capitol Hill znajdują się w: Garapan (tu swoje oddziały mają urzędy federalne USA), San Jose, San Antonio, Chalan Kanoa, Gualo Rai, Navy Hill, Susupe (drugie po Capitol Hill skupisko urzędów), Lower Base.
Według danych szacunkowych w 2009 liczyło 1560 mieszkańców. Dwunaste co do wielkości miasto kraju.